# Agrochola verberata
Agrochola verberata là một loài bướm đêm thuộc họ Noctuidae. Nó được tìm thấy ở miền tây Bắc Mỹ, từ trung nam Saskatchewan phía tây đến Alaska và bờ biển British Columbia, phía nam đến ít nhất là tây nam Montana và tây nam Colorado.
Sải cánh dài 30–35 mm. Con trưởng thành bay từ tháng 8 đến tháng 9 tùy theo địa điểm. Có một lứa một năm.